# Monte San Juan
Monte San Juan é um município do departamento de Cuscatlán, em El Salvador. Sua população estimada em 2007 era de 10 244 habitantes.